# شركة الاتصالات الكوبية
شركة الاتصالات الكوبية ( بالأسبانية: Empresa de Telecomunicaciones de Cuba ) ؛ ( ETECSA ) هي شركة تقدم خدمات اتصالات كاملة مملوكة للحكومة لجمهورية كوبا .

## روابط خارجية
- ETECSA - صفحة ETECSA الرئيسية
- E-net - بوابة ETECSA الإلكترونية
- بوابة الويب Cubacel نسخة محفوظة 21 فبراير 2009 على موقع واي باك مشين.
- بيع شركة اتصالات إيطاليا سبا